# ۱۳۴۲ (قمری)
۱۳۴۲ (قمری)، هزار و سیصد و چهل و دومین سال در گاهشماری هجری قمری است. اول محرم این سال برابر با چهاردهم اوت سال ۱۹۲۳ میلادی است.
== رویدادها ==نمیدانم

## درگذشتگان
در گذشت آیت الله سید محمد باقر درچه‌ای

درگذشت میرزا علی‌اکبرخان نفیسی ناظم‌الاطبا در دوشنبه ۲۶ ذیقعده ۱۳۴۲ قمری برابر با ۸ تیرماه ۱۳۰۳ خورشیدی

## وابسته
- فرهنگ ناظم‌الاطبا